# Malta i olympiska sommarspelen 2000
Malta deltog i de olympiska sommarspelen 2000 med en trupp bestående av sju deltagare, fem män och två kvinnor, men ingen av landets deltagare erövrade någon medalj.

## Friidrott
Herrarnas 100 meter
- Mario Bonello
  - Omgång 1 — 11.06 (→ gick inte vidare, 85:e plats)

Damernas 100 meter
- Suzanne Spiteri
  - Omgång 1 — 12.57 (→ gick inte vidare, 69:e plats)

## Segling
Laser
- Mario Aquilina
  1. Lopp 1 — (40)
  2. Lopp 2 — (41)
  3. Lopp 3 — 25
  4. Lopp 4 — 33
  5. Lopp 5 — 30
  6. Lopp 6 — 35
  7. Lopp 7 — 9
  8. Lopp 8 — 35
  9. Lopp 9 — 32
  10. Lopp 10 — 36
  11. Lopp 11 — 37
  12. Final — 272 (→ 37:e plats)